# Belgrad Radio Taxi
Belgrad Radio Taxi (Originaltitel: Žena sa slomljenim nosem deutsch: Die Frau mit gebrochener Nase) ist ein serbischer Film aus dem Jahr 2010. Regie führte Srđan Koljević.

## Handlung
Während eines Staus auf einer Belgrader Brücke steigt eine Frau mit gebrochener Nase aus einem Taxi aus und springt in die Save. Ihr Baby lässt sie im Taxi zurück. In einem anderen Auto auf der Brücke streitet die Apothekerin Biljana mit ihrem Freund. Im Streit verlässt sie das Auto und steigt in das Auto der Lehrerin Anica. Die beiden freunden sich schnell an.
Der Taxifahrer Gavrilo kümmert sich um das Baby. Da er sein Geschäft illegal betreibt, meldet er den Fall zuerst nicht weiter und gibt das Baby der Prostituierten Jadranka. Er begibt sich auf die Suche nach seinem Fahrgast und erfährt, dass er Jasmina heißt, aber entgegen Gavrilos Vermutung nicht bosnischstämmig ist. Gavrilo ist selbst noch vom Bosnienkrieg der 1990er Jahre traumatisiert.
Auch Anica und Biljana sind traumatisiert: Anica hat ihren Sohn verloren und Biljana ihren Verlobten. Für einige Zeit war Biljana außerdem unglücklich in einen Priester verliebt.
Am Ende gelingt es Gavrilo Jasmina ausfindig zu machen und den Grund ihrer Verletzung zu erfahren.

## Kritik
„Die warmherzige, subtile Mischung aus Mentalitätsstudie und melancholischem Porträt der Stadt Belgrad beschreibt eine Gesellschaft, die im Privaten wie in der Politik mit ihrer Vergangenheit hadert; ironische Anspielungen finden dabei ebenso Platz wie große Schicksalsschläge.“